# Xian de Yimen
Le xian de Yimen (易门县 ; pinyin : Yìmén Xiàn) est un district administratif de la province du Yunnan en Chine. Il est placé sous la juridiction de la ville-préfecture de Yuxi.

## Démographie
La population du district était de 170 946 habitants en 1999.